# 巴登-符騰堡歷史

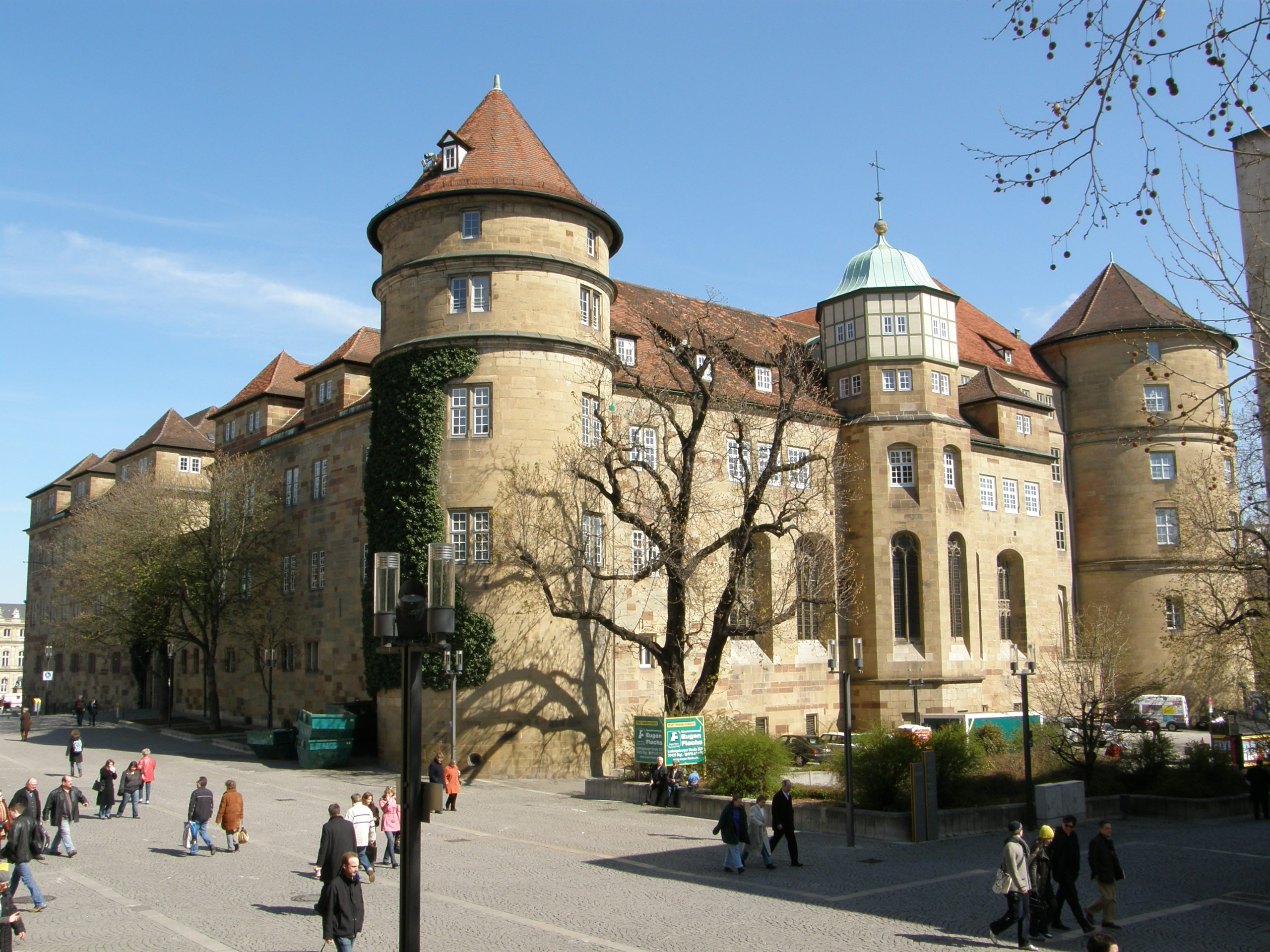
斯圖加特的老王宫

巴登-符騰堡州的歷史涵蓋了歷史悠久的巴登、符腾堡（自9世紀以來屬於施瓦本地區）和前普魯士霍亨索倫省的地區。
公元1世紀，符騰堡被羅馬人佔領，羅馬人通過建造日耳曼界牆來捍衛對領土的控制。3世紀初，阿勒曼尼人將羅馬人趕出了萊茵河和多瑙河，但他們不久在496年決定性的戰役失敗後，向克洛維一世統治下的法蘭克人臣服。該地區後來成為神聖羅馬帝國的一部分。
巴登作為一個國家的歷史始於12世紀，當時它是神聖羅馬帝國的封地。作為一個相當無關緊要的侯爵，在其歷史的大部分時間裡，它在統治家族的各個分支之間劃分。它在拿破崙時代獲得了地位和領土，並被提升為了大公國（巴登大公國）。1871年作為德意志帝國的創始國之一，巴登在帝國內部享有較高的地位。巴登君主制隨著第一次世界大戰的結束而結束，但巴登本身作為德國的一個自由州繼續存在，直到第二次世界大戰結束。
符騰堡是德國西南部發展為一個政治實體，其核心由康拉德一世（卒於1110年）在斯圖加特周圍建立。他的後代在德國的宗教戰爭、帝國政策的變化和法國的入侵中倖存下來，面積不斷擴大。符騰堡有一個基本的議會制度，在18世紀變為了專制制度。符騰堡在1806年至1918年被承認為一個王國（符騰堡王國），其領土現在是現代德國巴登-符騰堡州的一部分，巴登-符騰堡州是德國16個州之一，這是一個相對年輕的聯邦州，自1952年後才存在。在該州的幾個歷史組成部分中，巴登和符騰堡是最重要的。